# Karl-Heinz Brandt (Fußballspieler)
Karl-Heinz Brandt (* 13. Oktober 1935) war Fußballspieler im DDR-Fußballspielbetrieb. Für den SC Lok Leipzig und den SC Turbine Erfurt spielte er in der DDR-Oberliga, der höchsten Spielklasse. Mit dem SC Lok Leipzig gewann der 1957 den DDR-Fußballpokal. Brandt bestritt Länderspiele mit der Junioren- und B-Nationalmannschaft der DDR.

## Fußballerische Laufbahn
Brandt begann 1950 seine Fußballkarriere bei der Betriebssportgemeinschaft (BSG)
Turbine Weimar. Dort wurde er Junioren-Nationalspieler, als er Anfang 1954 in den Kader der neu ins Leben gerufenen DDR-Junioren-Nationalmannschaft berufen wurde. Von den ersten Länderspielen der Juniorenauswahl bestritt er bis zum Oktober 1954 sechs Begegnungen, in der er in der Regel als Mittelverteidiger eingesetzt wurde. 
Im Sommer 1954 wurde bei der Leipziger Sporthochschule DHfK eine Fußballsektion gegründet, mit deren Hilfe eine Spitzenmannschaft für den DDR-Fußball entwickelt werden sollte. Mit Spielern aus der gesamten DDR wurden zwei Mannschaften gebildet, die in den Spielbetrieb der zweitklassigen DDR-Liga integriert wurden. Brandt gehörte zu dem Spielkreis, der in die Mannschaft DHfK II eingegliedert wurde. Wegen ausbleibenden Erfolges wurde das Projekt bereits nach der Hinrunde der Saison 1954/55 wieder eingestellt. Während die meisten Spieler von DHfK II zum neu gegründeten SC Vorwärts Leipzig, der den DDR-Liga-Platz übernahm, transferiert wurden, wechselte Brandt zum Oberligisten SC Lok Leipzig. 
Beim SC Lok erhielt er am 20. Februar 1955 die Chance, sich in der Eliteliga zu etablieren. Trainer Alfred Kunze setzte ihn in der Begegnung SC Chemie Halle-Leuna – SC Lok (1:0) als Innenverteidiger ein. Brandt nutzte die Gelegenheit und spielte sich sofort in die Stammelf hinein, in der er bis zum Saisonende alle Spiele, später als linker Verteidiger, bestritt. Im September 1955 kam er noch einmal für die DDR zu Auswahlehren, als er im B-Länderspiel DDR – Rumänien (3:0) mitwirkte. Beim SC Lok verteidigte Brandt bis zum Ende der Spielzeit 1959 seinen Stammplatz als linker Abwehrspieler. 1956 absolvierte er mit der Leipziger Stadtauswahl die beiden Messepokalspiele gegen Lausanne-Sports (6:3, 3:7). In beiden Begegnungen spielte er auf seiner Stammposition. Am 22. September 1957 gewann er mit dem SC Lok den DDR-Fußballpokal mit einem 2:1-Sieg nach Verlängerung über den SC Empor Rostock. Ein Jahr später, am 14. Dezember 1958, stand er mit Lok Leipzig erneut im Pokalendspiel, in dem er ausnahmsweise Innenverteidiger spielte. Die Leipziger verloren diesmal ebenfalls wieder in der Verlängerung mit 1:2 gegen den SC Einheit Dresden. Nach 111 Oberligaspielen und drei Toren verließ Brandt am Ende der Saison 1959 den SC Lok Leipzig.
Anfang 1960 schloss er sich dem SC Turbine Erfurt an, der in der Vorsaison aus der Oberliga abgestiegen war. Mit 20 Punktspieleinsätzen in der 26 Runden währenden DDR-Liga-Saison trug Brandt zum sofortigen Wiederaufstieg der Erfurter bei. In der Saison 1961/62 wurde der Spielplan wieder auf den Sommer-Frühjahr-Rhythmus umgestellt, und die Oberliga lief zur Angleichung über 39 Runden. Zunächst wurde Brandt vom ersten Spieltag an in der Oberligamannschaft eingesetzt und bestritt bis zur 15. Runde 14 Punktspiele. Danach verschwand Brandt für zwei Jahre aus der Oberliga. Erst am 5. Spieltag der Saison 1963/64 kehrte er in das Oberligakollektiv des SC Turbine Erfurt zurück und bestritt bis auf einen Begegnung alle Punktspiele bis zum Saisonende. 
Nach Abschluss der Spielzeit 1963/64 stand Turbine erneut als Absteiger fest. Dies nahm Brandt zum Anlass, nach weiteren 35 Oberligaspielen mit einem Tor seine Laufbahn als Hochleistungssportler zu beenden. Er kehrte in seine Heimat zurück und schloss sich wieder seiner früheren Weimarer Betriebssportgemeinschaft an, die inzwischen als BSG Motor antrat. Dort spielte Brandt bis 1968 in der DDR-Liga. 